# Ościkowicze

Herb Trąby

Ościkowicze herbu Trąby, znani także jako Ostikowicze, Ostykowie – starolitewski ród szlachecki, zamieszkujący tereny Rzeczypospolitej. 
Są spokrewnieni z Radziwiłłami.

## Historia
Założycielem rodu był Stanisław Ościkowicz zwany Stankiem. Był on synem Ościka, od którego pochodzi nazwisko rodu, a bratem Radziwiłła, założyciela litewskiego rodu magnackiego Radziwiłłów. O Stanku wiadomo niewiele, dopiero na temat jego syna Hrehorego i jego potomków pojawiają się w źródłach liczne informacje.
Ościkowicze zajmowali ważne stanowiska zarówno na Litwie, jak i w Polsce.
Hrehory (Grzegorz) Stanisławowicz pełnił urząd wojewody trockiego. Był dwukrotnie żonaty: z Elżbietą z Hlebowiczów, córką Stanisława a wdową po Janie Sapieże, i z Aleksandrą z ks. Świrskich. Jego syn, Stanisław, był wojewodą połockim. Z kolei drugi z synów Hrehorego Juri był marszałkiem królewskim.
Ostatnim przedstawicielem rodu był sędzia ziemski wileński w latach 1608–1609 Jan Ościkowicz.